# Agelena orientalis
Agelena orientalis är en spindelart som beskrevs av Carl Ludwig Koch 1837. Agelena orientalis ingår i släktet Agelena och familjen trattspindlar. Inga underarter finns listade i Catalogue of Life.

## Bildgalleri

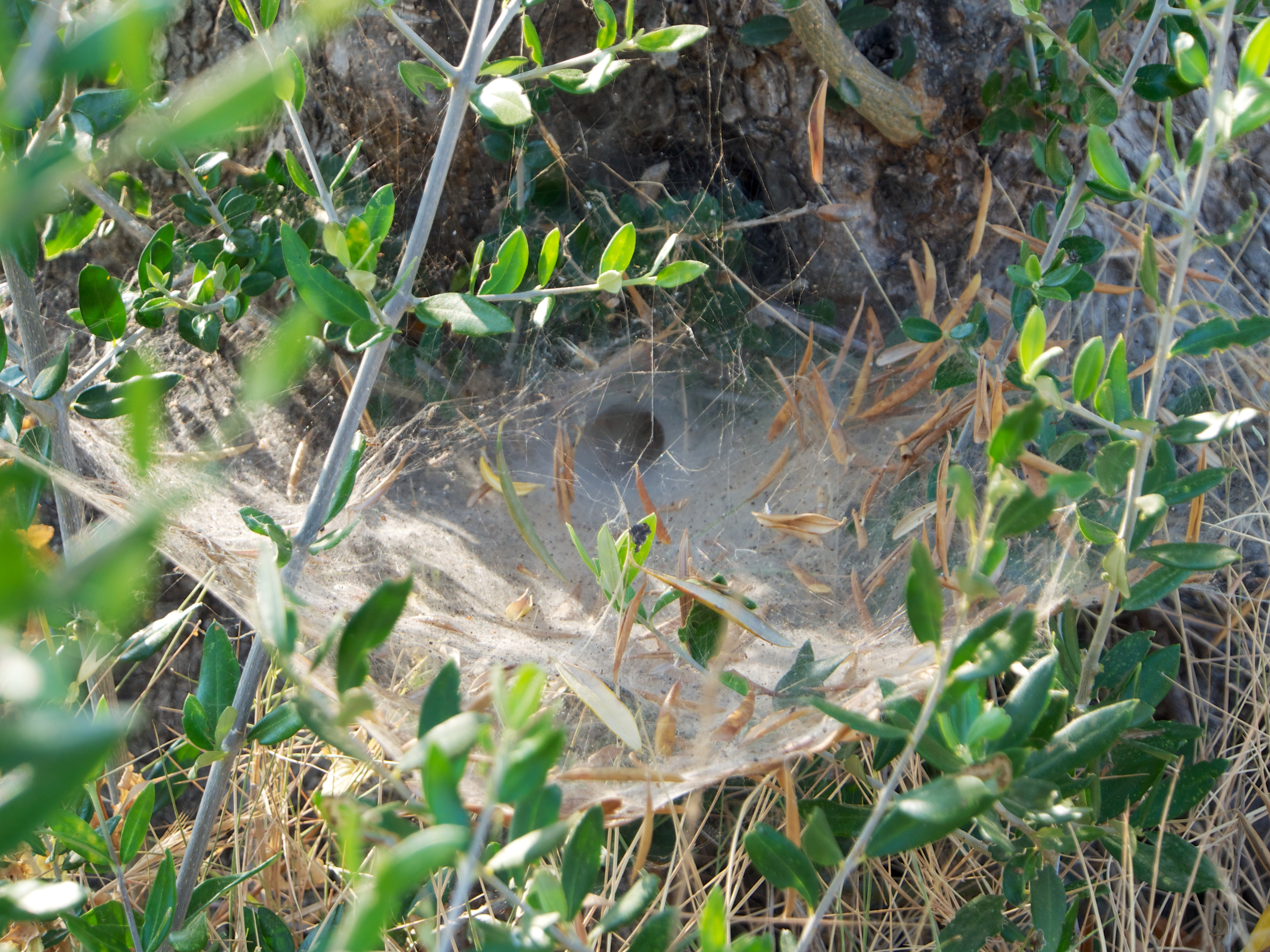
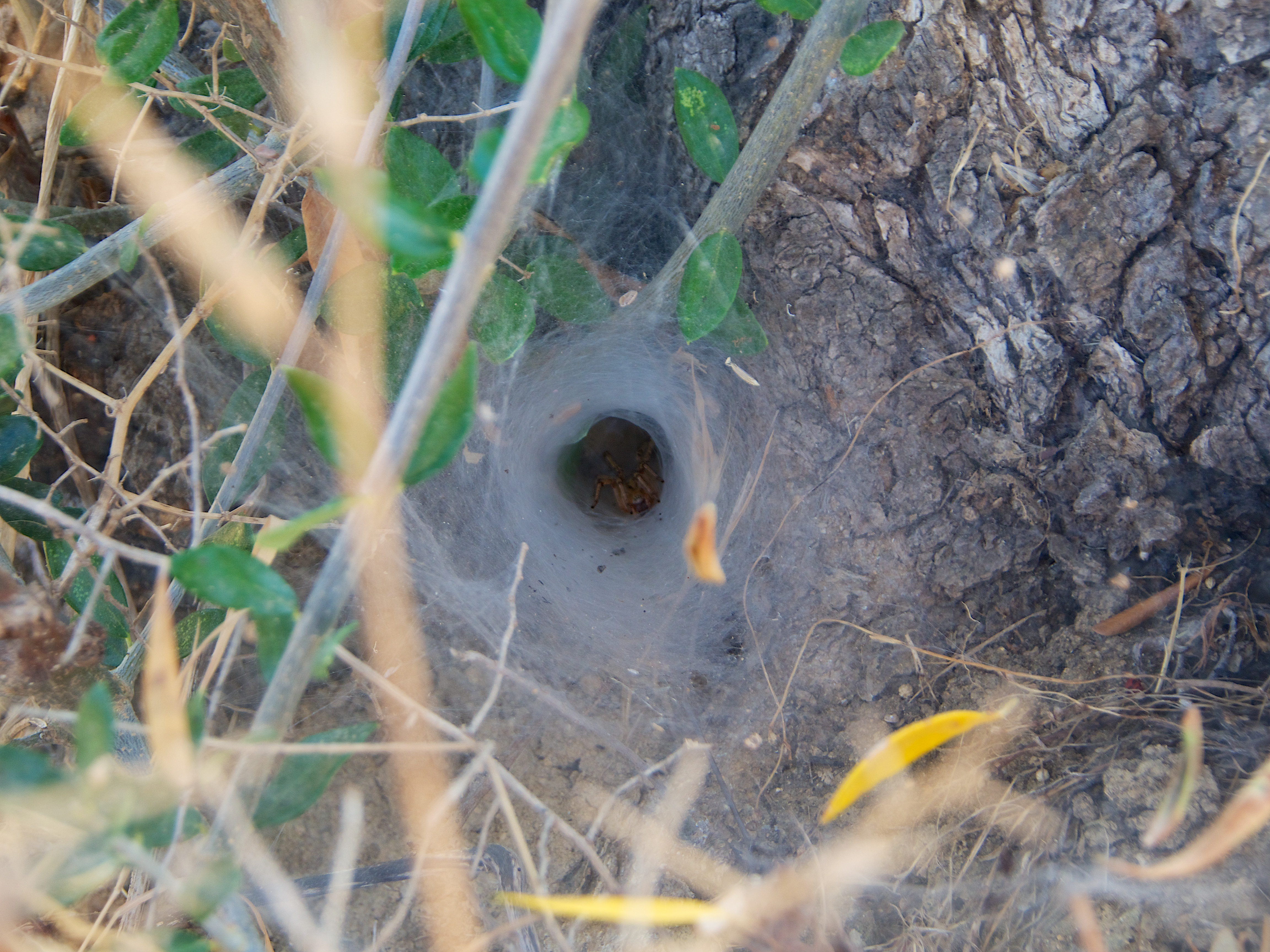